# Montagna della Tavola
La montagna della Tavola (in inglese Table Mountain, in afrikaans Tafelberg) è un rilievo di 1086 m del Sudafrica nella provincia del Capo Occidentale; sovrasta Città del Capo, nel cui territorio comunale si trova interamente ricompresa. La parte frontale, rivolta verso la città, è lunga circa tre chilometri e sostanzialmente diritta; il versante opposto ha una morfologia notevolmente più complessa. La cima della montagna è spesso avvolta da una coltre di nubi che, coerentemente col nome della montagna ("montagna-tavolo"), viene chiamata "tovaglia"; è formata dall'umidità che sale dalla Falsa Baia, a est.

## Descrizione
La montagna della Tavola fa parte di un complesso di rilievi che include a est il Picco del Diavolo (1 000 m) e a nord la Testa di Leone (669 m) e la Signal Hill.
Il punto più alto della montagna, il "Maclear's Beacon" è situato a 1,086 m s.l.m., e prende il nome da un segnale (beacon) postovi da Thomas Maclear come punto di riferimento per calcoli trigonometrici. Non si tratta tuttavia di un vero e proprio picco, in quanto si trova appena 19 metri sopra il punto di arrivo della funivia che sale le pendici del monte partendo dalla città.

## Flora e fauna
La vegetazione della montagna appartiene al cosiddetto fynbos, una sorta di macchia mediterranea a elevatissima biodiversità. Sulla Table Mountain si trovano circa 1470 specie di piante (più di quante se ne contino nell'intero Regno Unito). Predominano le protee, i fiori tipici del Regno floreale del Capo. La vegetazione della Table Mountain è oggi minacciata dall'invasione di specie non originarie, in particolare del pino marittimo.
L'animale più comune sulla montagna è l'irace del Capo (Procavia capensis); questi animali simili a grossi roditori (ma non realmente imparentati con essi) frequentano le aree in cui passano i turisti, come la stazione della funivia, alla ricerca di rifiuti di cui cibarsi. Altri animali presenti sulla montagna includono il porcospino del Capo, due specie di mangusta e due di genetta, diverse specie di serpenti e tartughe. I leoni e i leopardi che una volta abitavano la montagna sono oggi estinti; è incerto lo stato di conservazione di altre due specie di felini della zona, il caracal e il gatto selvatico africano (qui chiamato vaalboskat o vaalkat).

## Turismo

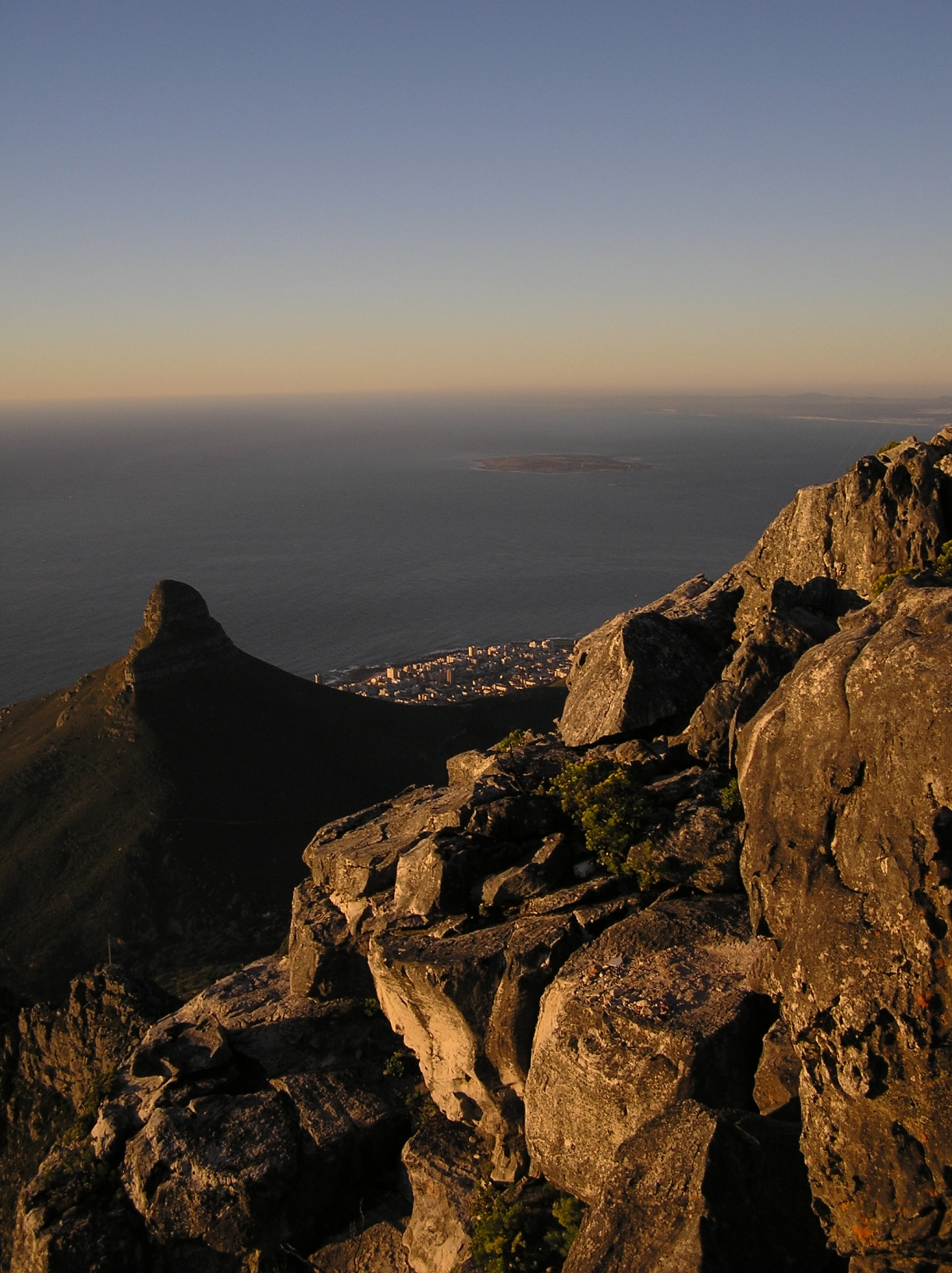
Vista di Città del Capo dalla montagna della Tavola (sullo sfondo Robben Island)

La montagna è accessibile da Città del Capo usando una funivia inaugurata il 4 ottobre 1929 e rinnovata nello stesso giorno del 1997. La versione moderna della funivia (detta Cableway) porta fino a 65 persone e ruota su sé stessa mentre si sposta, per consentire una vista ideale a tutti i passeggeri; arriva in cima in appena 7 minuti. Vi sono inoltre numerose opportunità per il trekking, la scalata e altre attività sportive; il primo sentiero per l'ascesa fu aperto nel 1503 da un portoghese. Guide dettagliate in merito ai percorsi possibili sono in vendita in molti negozi della città. In presenza di nubi (il table cloth), la visita della montagna è vietata e la funivia cessa di funzionare.
La montagna della Tavola appartiene al Parco nazionale della montagna della Tavola, che si spinge a sud nella penisola del Capo.

## Curiosità
La montagna della Tavola è l'unico elemento geografico terrestre a dare il nome a una costellazione: la Mensa (che significa appunto "tavolo"), posta nei pressi del polo sud celeste a sud di Orione, visibile nell'emisfero australe durante tutto l'anno; la Mensa fu battezzata nel XVIII secolo dall'astronomo francese Nicolas-Louis de Lacaille, durante la sua permanenza in Sudafrica.
È considerata una delle Nuove sette meraviglie del mondo naturali, secondo la selezione operata nel 2011 dalla stessa società svizzera che ha eletto le Nuove sette meraviglie del mondo moderno.